# Офицерски дом (Скопие)
Вижте пояснителната страница за други значения на Офицерски дом.
Офицерският дом е бивша архитектурна забележителност в Скопие, Северна Македония. Домът се е намирал на десния бряг на Вардар до Каменния мост.
Архитект на сградата е Василий Фьодорович фон Баумгартен, руски емигрант. Сградата е проектирана през 1925 г. и през същата година започва строежът ѝ. Домът е отворен през 1929 г.

## История
На мястото на дома се е намирала старата Бурмали джамия, която е съборена през 1925 г. Същата година започва изграждането на дома, което е приключено през 1929 г. Автор на проекта е архитектът Василий Фьодорович фон Баумгартен. До началото на Втората световна война домът е използван за светски събития и банкети за богатите граждани.
След 1945 г. сградата получава името „Дом на ЮНА“. През 1955 г. вътрешността на дома е декорирана с монументална мозайка на македонския художник Борко Лазески.
През 1963 г. по време на Скопското земетресение сградата е сериозно повредена и през 1964 г. е съборена по заповед на тогавашното правителство.

## Планове за обновление
През 2007 г. правителството на Република Македония решава да обнови офицерския сом, а през 2011 г. гръцката фирма „ДиСи Прайм Пропъртис“ купува земя за 630 000 евро. Гръцкият инвеститор подписва споразумение за изграждане на хотел „Мариот“, който се планира да се построи на оригиналното място на дома в центъра, а офицерският дом да се построи в непосредствена близост до него. Сградата ще бъде използвана предимно за нуждите на хотела, но част от помещенията ще бъдат използвани за нов кабинет на кмета и зала за сватби.
Есента на 2012 г. Министерството на транспорта на Република Македония обявява, че инвеститор е получил позволение за изграждане и завършване на сградата в срок от 6 години.
В същото време възстановяването на дома влиза и в рамките на правителствения проект „Скопие 2014“, който има за цел да придаде нов вид на града.